# 愛彩めあり
愛彩 めあり（まないろ めあり、6月18日 - ）は、元宝塚歌劇団宙組娘役。
東京都新宿区、八雲学園高校出身。身長162cm。愛称は「めあり」。

## 来歴
2016年4月、宝塚音楽学校入学。
2018年4月、宝塚歌劇団に104期生として入団。入団時の成績は38番。星組宝塚大劇場公演『ANOTHER WORLD／Killer Rouge』で初舞台。
2019年9月27日付で宝塚歌劇団を退団。

## 主な舞台

### 初舞台公演
- 2018年4月～6月、『ANOTHER WORLD／Killer Rouge』（宝塚大劇場のみ）

### 宙組配属後
- 2018年10月～12月、『白鷺の城／異人たちのルネサンス』
- 2019年2月〜3月、『群盗-Die Räuber-』（梅田芸術劇場・日本青年館）グーテ
- 2019年4月〜7月、『オーシャンズ11』